# Habemus Papam

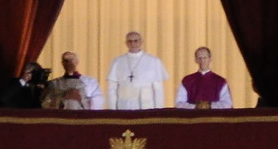
Habemus Papam Giáo hoàng Phanxicô (2013)

Habemus Papam ("Chúng ta đã có Giáo hoàng!") là lời công bố bằng tiếng Latinh do hồng y thị thần đưa ra khi một Mật nghị Hồng y đã kết thúc với kết quả là một người (thường là một Hồng y) đã được chọn làm Giáo hoàng. 

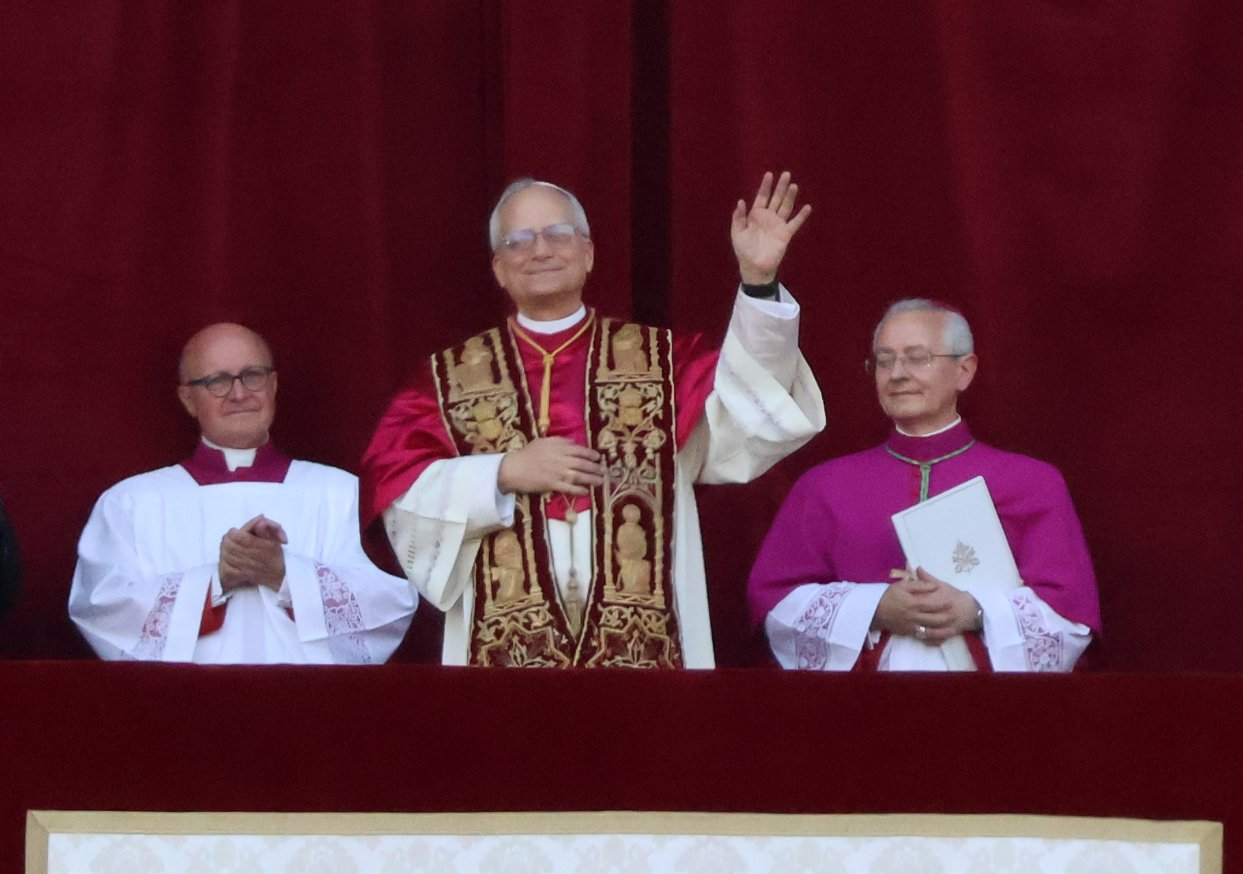
Habemus Papam Giáo hoàng Lêô XIV (2025)

Theo truyền thống, lời công bố này được đưa ra từ ban công chính của vương cung thánh đường Thánh Phêrô ở Vatican. Sau đó, vị tân Giáo hoàng sẽ ra mắt trước toàn thể giáo dân đang tập trung chờ đợi tại quảng trường Thánh Phêrô và ông sẽ ban phép lành Urbi et Orbi lần đầu tiên trên cương vị lãnh đạo Giáo hội Công giáo Rôma. 
Lời công bố Habemus Papam gần đây nhất được đưa ra bởi Hồng y Dominique Mamberti, Hồng y Trưởng đẳng phó tế, vào ngày 08 tháng 05 năm 2025 khi cuộc Mật nghị Hồng y kết thúc với người được chọn là Hồng y Robert Francis Prevost, và ông chọn tông hiệu là Giáo hoàng Lêô XIV.

## Cấu trúc

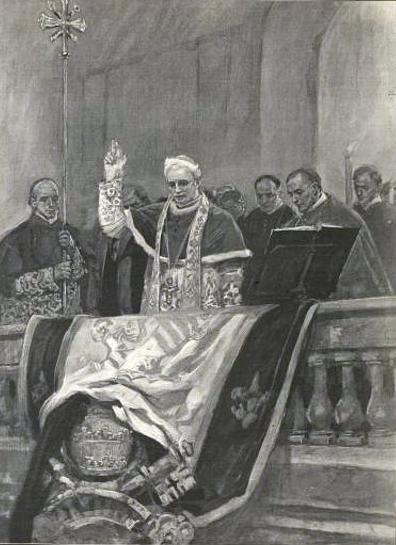
Hambemus Papam Giáo hoàng Piô X (1903)

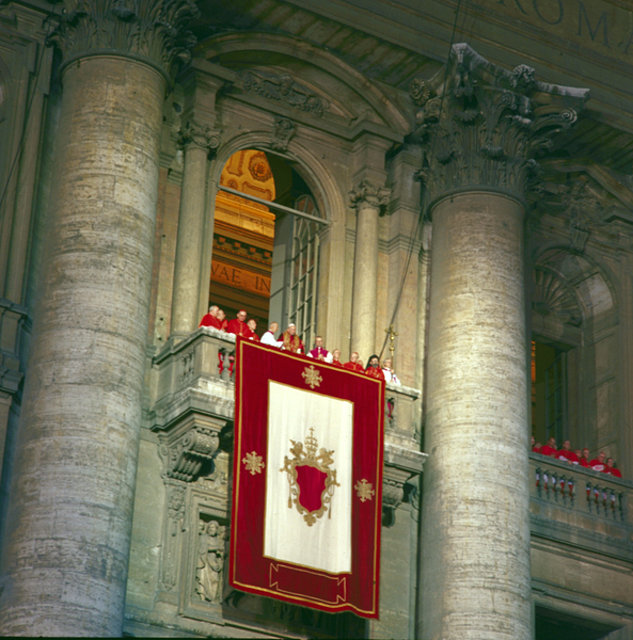
Thông báo Habemus Papam Thánh giáo hoàng Gioan Phaolô II

Cấu trúc cho lời thông báo Habemus Papam là:
Annuntio vobis gaudium magnum:

HABEMUS PAPAM!

Eminentissimum ac reverendissimum Dominum,

Dominum (Name) Sanctæ Romanæ Ecclesiæ Cardinalem (Name),

Qui sibi nomen imposuit (Name).
Trong tiếng Việt, có thể dịch là:
Tôi thông báo cho anh chị em một tin mừng trọng đại:

Chúng ta đã có giáo hoàng!

Người khả kính và đáng tôn trọng của Thiên Chúa, [tên gọi],

Hồng y của Hội Thánh Rôma, [tên họ],

Ngài sẽ gọi mình là [tông hiệu Giáo hoàng].
Trong lời thông báo Habemus Papam của Hồng y Jorge Arturo Medina Estévez vào ngày 19 tháng 4 năm 2005 sau khi chọn tân Giáo hoàng Biển Đức XVI, lời thông báo Habemus Papam được bắt đầu bằng lời chào mừng bằng năm thứ tiếng:

Fratelli e sorelle carissimi (tiếng Ý)

Queridísimos hermanos y hermanas. (tiếng Tây Ban Nha)

Bien chers frères et sœurs. (tiếng Pháp)

Liebe Brüder und Schwestern. (tiếng Đức)

Dear brothers and sisters. (tiếng Anh)

## Lịch sử

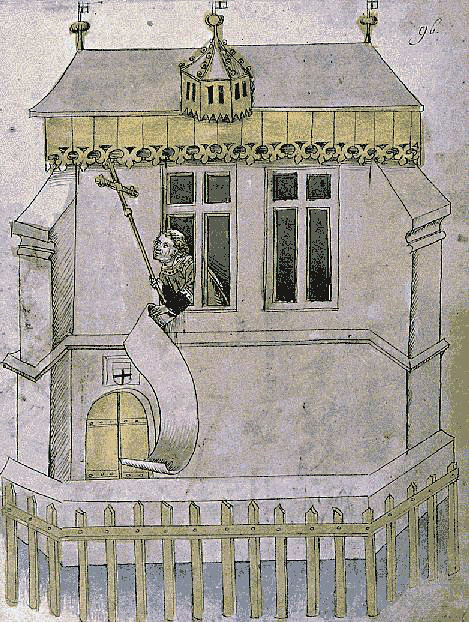
Habemus Papam ("Chúng ta đã có Giáo hoàng") miêu tả tại Công đồng chung Constance

Lời của thông báo Habemus Papam này lấy cảm hứng từ Tin Mừng Thánh Luca (Lc 2:10-11), trong đó ghi lại những lời của sứ thần loan báo cho các mục đồng sự ra đời của Đấng Mêsia:
"Anh em đừng sợ. Này tôi báo cho anh em một tin mừng trọng đại, cũng là tin mừng cho toàn dân: Hôm nay, một Đấng Cứu Độ đã sinh ra cho anh em trong thành vua Đa-vít, Người là Đấng Ki-tô Đức Chúa."
Công thức này được áp dụng từ cuộc bầu cử của Odo Colonna - Giáo hoàng Máctinô V (1417), người được chọn làm giáo hoàng mới của các hồng y và các đại diện từ các quốc gia khác nhau tại Công đồng Constance. Trong bối cảnh này, trước khi Máctinô V lên ngôi, đã có ba yêu cầu lên ngôi giáo hoàng: ngụy giáo hoàng Ngụy giáo hoàng Gioan XXIII (người đã kêu gọi các hội đồng, và bổ nhiệm hầu hết các cử tri hồng y), Ngụy giáo hoàng Biển Đức XIII (người duy nhất đã được đặt tên là Hồng y trước sự bùng nổ của phương Tây Ly Giáo) và Giáo hoàng Grêgôriô XII. Hai vị đầu tiên đã bị lật đổ bởi Hội đồng, và Gregory XII thoái vị sau khi chính thức triệu tập hội đồng đã được triệu tập và cho phép hành vi của nó bao gồm các hành động của bầu người kế nhiệm ông. Hai năm sau khi hai ứng cử đầu tiên đã bị lật đổ và sự từ chức của giáo hoàng thứ ba, Hội đồng bầu Giáo hoàng mới thông báo: "(Cuối cùng), chúng tôi có một giáo hoàng (và chỉ có một!)"
Việc áp dụng các công thức Habemus Papam chính thức thực hiện từ năm 1484, từ khi được sử dụng để thông báo cuộc bầu cử của Giovanni Battista Cybo, người chọn tên là Giáo hoàng Innocent VIII.

## Lời thông báo
Trong công bố tên của Giáo hoàng mới được bầu, tên Giáo hoàng mới được công bố trong tiếng Latinh trong trường hợp đối cách (ví dụ, Eugenium, Angelum Iosephum, Ioannem Baptistam, Albinum, Carolum, Iosephum, Georgium Marium, Robertum Franciscum), nhưng tên thật của Giáo hoàng mới được đọc nguyên văn (ví dụ, Pacelli, Roncalli, Montini, Luciani, Wojtyła, Ratzinger, Bergoglio, Prevost). Tên giáo hoàng mới thường được đưa ra trong các trường hợp sở hữu cách trong tiếng Latinh, tương ứng với dịch "những người có tên..." mặc dù nó cũng có thể được lược bỏ trong trường hợp đối cách, tương ứng với các bản dịch "những người có tên...", như là trường hợp vào năm 1963 và 2013 khi Giáo hoàng Phaolô VI và tên Giáo hoàng Phanxicô . được công bố tông hiệu là Paulum sextum và Franciscum tương ứng. Trong tình huống mà tên được giảm trong sở hữu cách, cái tên được xem như là một sự bổ sung của danh từ "Tên", trong khi trong trường hợp mà tên bị từ chối trong các đối cách, nó được coi như là một sự ghép lại của các đối tượng trực tiếp bổ sung Tên trong đối cách. Cả hai hình thức đều đúng. Theo một số nhà ngữ pháp Latin như Nicola Fiocchini, Piera Guidotti Bacci và Sổ tay Maiorum Lingua, cho rằng đối cách là hình thức chính xác hơn.
Trong thông báo của cuộc bầu cử Giáo hoàng Phaolô VI, Phó tế Alfredo Ottaviani sử dụng liên từ  et  (mà cũng có nghĩa là "và") thay vì  ac , từ thường được sử dụng cho "và" bên trong công thức (ông nói  Eminentissimum et reverendissimum  thay vì  Eminentissimum ac reverendissimum ).
Trong thông báo của cuộc bầu cử Giáo hoàng Biển Đức XVI, tông hiệu của ông không được đọc lên bởi Hồng y Medina trong trường hợp sở hữu cách (ông nói  Benedicti decimi sexti), nhưng trong trang web của Tòa Thánh, trang thông báo cuộc bầu cử của mình với một bản sao của các công thức Habemus Papam có tên hiệu là Benedict (Biển Đức) bị từ chối trong trường hợp đối cách (tức là, Benedictum XVI).
Nếu một tên giáo hoàng được sử dụng lần đầu tiên, các thông báo có thể có hoặc không sử dụng chữ số  'Primi (đầu tiên). Trong cuộc bầu cử của Giáo hoàng Gioan Phaolô I, từ  Primi  (đầu tiên) đã được sử dụng khi công bố bằng lời Habemus Papam (Hồng y Pericle Felici công bố tên của Giáo hoàng là  Ioannis Pauli Primi) nhưng trong cuộc bầu cử năm 2013, Tân Giáo hoàng Phanxicô được chọn, tông hiệu giáo hoàng khi công bố không có từ Primi (đầu tiên) (Hồng y Jean-Louis Tauran công bố tên Giáo hoàng là' 'Franciscum' ').
Các chữ số trong tông hiệu của giáo hoàng nếu từng tồn tại có thể được bỏ qua và nếu tông hiệu Giáo hoàng mới là giống như một được sử dụng bởi những người tiền nhiệm ngay lập tức như là trường hợp trong tháng 10 năm 1978 khi tông hiệu Giáo hoàng Gioan Phaolô II đã được công bố chỉ đơn giản là  Ioannis Pauli  mà không có chữ số  khác xa so với người tiền nhiệm, đã được gọi ngay lập tức đã được Giáo hoàng Gioan Phaolô I. Nó cũng đã xảy ra vào năm 1939 với tông hiệu của Giáo hoàng Piô XII, sau cuộc bầu cử của mình, tông hiệu của ông được công bố chỉ đơn giản là' 'Pium' ', tuy thế người tiền nhiệm của ông ngay lập tức đã được gọi là Giáo hoàng Piô XI. Trong thông báo Habemus Papam của cuộc bầu cử Giáo hoàng Piô XII, tên hiệu của ông đã bị lược bỏ trong các đối cách  như các thông báo sau cho Giáo hoàng Phaolô VI của  và cuộc bầu cử của Giáo hoàng Phanxicô.

## Một số trường hợp
Sau đây là ví dụ về cách các tên đã được công bố như đã nêu trên video và bản ghi hiện có. Các trường hợp thắt hay loại bỏ các chữ số cho các tên của Giáo hoàng được ghi lại.
| Tên khai sinh             | Tên khai sinh bằng tiếng Latinh | Tông hiệu Giáo hoàng | Tông hiệu bằng tiếng Latinh khi công bố | Biến cách Latinh trong tông hiệu Giáo hoàng | Thứ tự trong tên Giáo hoàng |
| ------------------------- | ------------------------------- | -------------------- | --------------------------------------- | ------------------------------------------- | --------------------------- |
| Eugenio Pacelli           | Eugenium Pacelli                | Piô XII              | Pium                                    | đối cách                                    | không được đọc              |
| Angelo Giuseppe Roncalli  | Angelum Iosephum Roncalli       | Gioan XXIII          | Ioannis vigesimi tertii                 | sở hữu cách                                 | được đọc                    |
| Giovanni Battista Montini | Ioannem Baptistam Montini       | Phaolô VI            | Paulum sextum                           | đối cách                                    | được đọc                    |
| Albino Luciani            | Albinum Luciani                 | Gioan Phaolô I       | Ioannis Pauli primi                     | sở hữu cách                                 | được đọc                    |
| Karol Wojtyła             | Carolum Wojtyła                 | Gioan Phaolô II      | Ioannis Pauli                           | sở hữu cách                                 | không được đọc              |
| Joseph Ratzinger          | Iosephum Ratzinger              | Biển Đức XVI         | Benedicti decimi sexti                  | sở hữu cách                                 | được đọc                    |
| Jorge Mario Bergoglio     | Georgium Marium Bergoglio       | Phanxicô             | Franciscum                              | đối cách                                    | không được đọc              |
| Robert Francis Prevost    | Robertum Franciscum Prevost     | Lêô XIV              | Leonem decimum quartum                  | đối cách                                    | được đọc                    |

## Sự phát triển của công thức
Ngay từ đầu, các "Habemus Papam" công thức không theo một mô hình nghiêm ngặt nhưng đa dạng trong hình thức đáng kể trong nhiều năm. Dưới đây là một số ví dụ về các thông báo trong quá trình lịch sử của nó:
| Ngày                 | Hồng y Thị thần hoặc Hồng y phó tế | Giáo hoàng đắc cử                                                                                 | Lời thông báo |
| -------------------- | ---------------------------------- | ------------------------------------------------------------------------------------------------- | --- |
| 29 tháng 8 năm 1484  | Francesco Piccolomini              | Giovanni Battista Cibo – đắc cử Giáo hoàng Innocent VIII                                          | Annuncio vobis gaudium magnum: Papam habemus. Reverendissimus Dominus cardinalis Melfictensis electus est in summum pontificem et elegit sibi nomen Innocentium Octavum:                                                                                         |
| 1 tháng 11 năm 1503  | Raffaele Sansoni Riario            | Giuliano della Rovere – đắc cử Giáo hoàng Giuliô II                                               | Papam habemus Reverendissimum Dominum Cardinalem Sancti Petri ad Vincula, qui vocatur Julius Secundus |
| 11 tháng 3 năm 1513  | Alessandro Farnese                 | Giovanni de Medici – đắc cử Giáo hoàng Lêô X Ghi chú: Ông là hồng y thị thần vào thời điểm bầu cử | Gaudium magnum nuntio vobis! Papam habemus, Reverendissimum Dominum Johannem de Medicis, Diaconum Cardinalem Sanctae Mariae in Domenica, qui vocatur Leo Decimus                                                                                                 |
| 13 tháng 10 năm 1534 | Innocenzo Cibo                     | Alessandro Farnese – đắc cử Giáo hoàng Phaolô III                                                 | Annuncio vobis gaudium magnum: Papam habemus Reverendissimum Dominum Alexandrum Episcopum Hostiensem, Cardinalem de Farnesio nuncupatum, qui imposuit sibi nomen Paulus Tertius                                                                                  |
| 15 tháng 9 năm 1644  | Francesco Barberini                | Giovanni Battista Pamphili – đắc cử Giáo hoàng Innôcentê X                                        | Annuncio vobis gaudium magnum, habemus Papam Eminentissimum et Reverendissimum Dominum Johannem Baptistum Pamphilium, qui sibi nomen imposuit Innocentium Decimum                                                                                                |
| 7 tháng 4 năm 1655   | Giangiacomo Teodoro Trivulzio      | Fabio Chigi – đắc cử Giáo hoàng Alexanđê VII                                                      | Annuncio vobis gaudium magnum: Papam habemus Eminentissimum et Reverendissimum Dominum Fabium Sanctae Romanae Ecclesiae Presbyterum Cardinalem Chisium, qui elegit sibi nomen Alexandrum Septimum                                                                |
| 21 tháng 9 năm 1676  | Francesco Maidalchini              | Benedetto Odeschalchi – đắc cử Giáo hoàng Innôcentê XI                                            | Annuncio vobis gaudium magnum: Papam habemus Reverendissimum Benedictum Titulo Sancti Honufrii Cardinalem Odeschalcum, qui sibi nomen imposuit Innocentium Undecimum                                                                                             |
| 8 tháng 5 năm 1721   | Benedetto Pamphili                 | Michelangelo Conti – đắc cử Giáo hoàng Innôcentê XIII                                             | Annuncio vobis gaudium magnii: Papam habemus. Eminentissimum et Reverendissimum Dominum Michaelem Angelum Tituli Sanctorum Quirici et Iulitta Sanctae Romanae Ecclesiae Presbyterum Cardinalem de Comitibus, qui sibi nomen imposuit Innocentius Tertius Decimus |
| 29 tháng 5 năm 1724  | Benedetto Pamphili                 | Vincenzo Maria Orsini – đắc cử Giáo hoàng Biển Đức XIII                                           | Annuncio vobis gaudium magnum: Papam habemus: Eminentissimum et Reverendissimum Dominum Fratrem Vincentium Mariam Cardinalem Ursinum Episcopum Portuensem, qui sibi nomen imposuit Benedictus Tertius Decimus                                                    |
| 15 tháng 2 năm 1775  | Alessandro Albani                  | Giovanni Angelo Braschi – đắc cử Giáo hoàng Piô VI                                                | Annuntio vobis gaudium magnum: Papam habemus! Eminentissimum et reverendissimum Dominum Ioannem Angelum, tituli Sancti Onuphrii Sanctae Romanae Ecclesiae Presbyterum Cardinalem Braschi, qui sibi nomen imposuit Pius Sextus                                    |
| 28 tháng 9 năm 1823  | Fabrizio Ruffo                     | Annibale Della Genga – đắc cử Giáo hoàng Lêô XII                                                  | Annuncio vobis gaudium magnum: papam habemus, eminentissimum ac reverendissimum Dominum Annibalem, tituli Sanctae Mariae Transtiberim, presbyterum Sanctae Romanae Ecclesiae cardinalem Della Genga, qui sibi imposuit nomen Leo Duodecimus                      |
| 2 tháng 2 năm 1831   | Giuseppe Albani                    | Mauro Cappellari – đắc cử Giáo hoàng Grêgôriô XVI                                                 | Annuncio vobis gaudium magnum: Papam habemus! Eminentissimum ac reverendissimum Dominum Maurum Sanctae Romanae Ecclesiae Presbyterum tituli sancti Calysti Cardinalem Cappellari, qui sibi nomen imposuit Gregorium Sextum Decimum                               |
| 16 tháng 6 năm 1846  | Tommaso Riario Sforza              | Giovanni Maria Mastai Ferretti – đắc cử Giáo hoàng Piô IX                                         | Annuncio vobis gaudium magnum: Papam habemus! Eminentissimum et Reverendissimum Dominum Ioannem Mariam Mastai Ferretti, Sanctae Romanae Ecclesiae Presbyterum Cardinalem, qui sibi nomen imposuit Pius Nonus                                                     |
| 2 tháng 3 năm 1939   | Camillo Caccia Dominioni           | Eugenio Pacelli – đắc cử Giáo hoàng Piô XII                                                       | Annuntio vobis gaudium magnum: Habemus Papam! Eminentissimum ac reverendissimum Dominum, Dominum Eugenium Sanctæ Romanæ Ecclesiæ Cardinalem Pacelli, qui sibi nomen imposuit Pium                                                                                |
| 28 tháng 10 năm 1958 | Nicola Canali                      | Angelo Giuseppe Roncalli – đắc cử Giáo hoàng Gioan XXIII                                          | Annuntio vobis gaudium magnum: Habemus Papam! Eminentissimum ac reverendissimum Dominum, Dominum Angelum Iosephum Sanctæ Romanæ Ecclesiæ Cardinalem Roncalli, qui sibi nomen imposuit Ioannis Vigesimi Tertii                                                    |
| 21 tháng 6 năm 1963  | Alfredo Ottaviani                  | Giovanni Battista Montini – đắc cử Giáo hoàng Phaolô VI                                           | Annuntio vobis gaudium magnum: Habemus Papam! Eminentissimum et reverendissimum Dominum, Dominum Ioannem Baptistam Sanctæ Romanæ Ecclesiæ Cardinalem Montini, qui sibi nomen imposuit Paulum Sextum                                                              |
| 26 tháng 8 năm 1978  | Pericle Felici                     | Albino Luciani – đắc cử Giáo hoàng Gioan Phaolô I                                                 | Annuntio vobis gaudium magnum: Habemus Papam! Eminentissimum ac reverendissimum Dominum, Dominum Albinum Sanctæ Romanæ Ecclesiæ Cardinalem Luciani, qui sibi nomen imposuit Ioannis Pauli Primi                                                                  |
| 16 tháng 10 năm 1978 | Pericle Felici                     | Karol Wojtyła – đắc cử Giáo hoàng Gioan Phaolô II                                                 | Annuntio vobis gaudium magnum: Habemus Papam! Eminentissimum ac reverendissimum Dominum, Dominum Carolum Sanctæ Romanæ Ecclesiæ Cardinalem Wojtyła, qui sibi nomen imposuit Ioannis Pauli                                                                        |
| 19 tháng 4 năm 2005  | Jorge Medina Estévez               | Joseph Ratzinger – đắc cử Giáo hoàng Biển Đức XVI                                                 | Annuntio vobis gaudium magnum: Habemus Papam! Eminentissimum ac reverendissimum Dominum, Dominum Iosephum Sanctæ Romanæ Ecclesiæ Cardinalem Ratzinger, qui sibi nomen imposuit Benedicti Decimi Sexti                                                            |
| 13 tháng 3 năm 2013  | Jean-Louis Pierre Tauran           | Jorge Mario Bergoglio – đắc cử Giáo hoàng Phanxicô                                                | Annuntio vobis gaudium magnum: Habemus Papam! Eminentissimum ac reverendissimum Dominum, Dominum Georgium Marium Sanctæ Romanæ Ecclesiæ Cardinalem Bergoglio, qui sibi nomen imposuit Franciscum                                                                 |
| 08 tháng 5 năm 2025  | Dominique Mamberti                 | Robert Francis Prevost – đắc cử Giáo hoàng Lêô XIV                                                | Annuntio vobis gaudium magnum; habemus papam: Eminentissimum ac reverendissimum Dominum, Dominum Robertum Franciscum, Sanctae Romanae Ecclesiae Cardinalem Prevost, qui sibi nomen imposuit Leonem Decimum Quartum.                                              |

## Danh sách Hồng y đọc lời công bố
Sau đây là danh sách Hồng y đọc công bố Habemus Papam:
| Hồng y                          | Giáo hoàng                 | Năm  |
| ------------------------------- | -------------------------- | ---- |
| Thế kỷ XV                       |                            |      |
| Francesco Piccolomini           | Giáo hoàng Innôcentê VIII  | 1484 |
| Francesco Piccolomini           | Giáo hoàng Alexanđê VI     | 1492 |
| Thế kỷ XVI                      |                            |      |
| Raffaele Riario                 | Giáo hoàng Piô III         | 1503 |
| Raffaele Riario                 | Giáo hoàng Giuliô II       | 1503 |
| Alessandro Farnese              | Giáo hoàng Lêô X           | 1513 |
| Marco Cornaro                   | Giáo hoàng Ađrianô VI      | 1522 |
| Marco Cornaro                   | Giáo hoàng Clêmentê VII    | 1523 |
| Innocenzo Cibo                  | Giáo hoàng Phaolô III      | 1534 |
| Innocenzo Cibo                  | Giáo hoàng Giuliô III      | 1550 |
| Francesco Pisani                | Giáo hoàng Marcellô II     | 1555 |
| Francesco Pisani                | Giáo hoàng Phaolô IV       | 1555 |
| Alessandro Farnese              | Giáo hoàng Piô IV          | 1559 |
| Giulio Feltre della Rovere      | Giáo hoàng Piô V           | 1566 |
| Girolamo Simoncelli             | Giáo hoàng Grêgôriô XIII   | 1572 |
| Luigi d'Este                    | Giáo hoàng Xíttô V         | 1585 |
| Francesco Sforza di Santa Fiora | Giáo hoàng Urbanô VII      | 1590 |
| Andreas von Österreich          | Giáo hoàng Grêgôriô XIV    | 1590 |
| Andreas von Österreich          | Giáo hoàng Innôcentê IX    | 1591 |
| Andreas von Österreich          | Giáo hoàng Clêmentê VIII   | 1592 |
| Thế kỷ XVII                     |                            |      |
| Francesco Sforza di Santa Fiora | Giáo hoàng Lêô XI          | 1605 |
| Francesco Sforza di Santa Fiora | Giáo hoàng Phaolô V        | 1605 |
| Andrea Baroni Peretti Montalto  | Giáo hoàng Grêgôriô XV     | 1621 |
| Alessandro d'Este               | Giáo hoàng Urbanô VIII     | 1623 |
| Francesco Barberini             | Giáo hoàng Innôcentê X     | 1644 |
| Giangiacomo Teodoro Trivulzio   | Giáo hoàng Alexanđê VII    | 1655 |
| Rinaldo d'Este                  | Giáo hoàng Clêmentê IX     | 1667 |
| Francesco Maidalchini           | Giáo hoàng Clêmentê X      | 1670 |
| Francesco Maidalchini           | Giáo hoàng Innôcentê XI    | 1676 |
| Francesco Maidalchini           | Giáo hoàng Alexanđê VIII   | 1689 |
| Urbano Sacchetti                | Giáo hoàng Innôcentê XII   | 1691 |
| Thế kỷ XVIII                    |                            |      |
| Benedetto Pamphilj              | Giáo hoàng Clêmentê XI     | 1700 |
| Benedetto Pamphilj              | Giáo hoàng Innôcentê XIII  | 1721 |
| Benedetto Pamphilj              | Giáo hoàng Biển Đức XIII   | 1724 |
| Lorenzo Altieri                 | Giáo hoàng Clêmentê XII    | 1730 |
| Carlo Maria Marini              | Giáo hoàng Biển Đức XIV    | 1740 |
| Alessandro Albani               | Giáo hoàng Clêmentê XIII   | 1758 |
| Alessandro Albani               | Giáo hoàng Clêmentê XIV    | 1769 |
| Alessandro Albani               | Giáo hoàng Piô VI          | 1775 |
| Thế kỷ XIX                      |                            |      |
| Antonio Doria Pamphili          | Giáo hoàng Piô VII         | 1800 |
| Fabrizio Ruffo                  | Giáo hoàng Lêô XII         | 1823 |
| Giuseppe Albani                 | Giáo hoàng Piô VIII        | 1829 |
| Giuseppe Albani                 | Giáo hoàng Grêgôriô XVI    | 1831 |
| Tommaso Riario Sforza           | Giáo hoàng Piô IX          | 1846 |
| Prospero Caterini               | Giáo hoàng Lêô XIII        | 1878 |
| Thế kỷ XX                       |                            |      |
| Luigi Macchi                    | Giáo hoàng Piô X           | 1903 |
| Francesco Salesio Della Volpe   | Giáo hoàng Biển Đức XV     | 1914 |
| Gaetano Bisleti                 | Giáo hoàng Piô XI          | 1922 |
| Camillo Caccia Dominioni        | Giáo hoàng Piô XII         | 1939 |
| Nicola Canali                   | Giáo hoàng Gioan XXIII     | 1958 |
| Alfredo Ottaviani               | Giáo hoàng Phaolô VI       | 1963 |
| Pericle Felici                  | Giáo hoàng Gioan Phaolô I  | 1978 |
| Pericle Felici                  | Giáo hoàng Gioan Phaolô II | 1978 |
| Thế kỷ XXI                      |                            |      |
| Jorge Medina Estévez            | Giáo hoàng Biển Đức XVI    | 2005 |
| Jean-Louis Pierre Tauran        | Giáo hoàng Phanxicô        | 2013 |
| Dominique Mamberti              | Giáo hoàng Lêô XIV         | 2025 |